# كومودوس
كومودوس أو قُومُودوسْ أو كُمُودَة (31 أغسطس 161 - 31 ديسمبر 192) كان إمبراطوراً رومانياً ملك بالإشتراك مع أبيه مرقس أورليوس من عام 176 حتى وفاة والده في عام 180 ثم حكم بمفرده حتى عام 192. حكم كومودوس ووالده بعد زمن نيرون، خلال تراجع روما في القرن الثاني. كان كومودوس مستخدماً شره للكولوسيوم وأطلق على نفسه اسم هرقل الجديد. لقي حتفه غرقاً في حوض استحمامه على يد مدرب الشخصي نارسيسوس. يُنظر إلى فترة حكمه بشكل عام على أنها نهاية الفترة الذهبية في تاريخ الإمبراطورية الرومانية المعروفة باسم باكس رومانا.
رافق قومودوس والده مرقس خلال الحروب الماركومانية في عام 172، وفي جولة في المقاطعات الشرقية في عام 176. أصبح أصغر قنصل في التاريخ الروماني في 177 وترقى إلى لقب أغسطس بالشراكة مع والده، بعد أن حصل على لقب إمبراتور في 176.
خلال فترة حكمه المنفرد، تمتعت الإمبراطورية بفترة من الصراعات العسكرية القليلة مقارنةً بعهد والده ماركوس أوريليوس، ولكن سادت المكائد والمؤامرات، مما دفع قومودوس إلى أسلوب ديكتاتوري متزايد في القيادة بلغ ذروته لحد أصبح اشبه بالاله، مع أدائه كمصارع في الكولوسيوم. طوال فترة حكمه عهد بإدارة شؤون الإمبراطورية إلى أصدقائه ساتورس وبيرنس وكلياندر. كان اغتياله عام 192 بمثابة نهاية للسلالة الأنطونية. وخلفه برطينَقْش، أول إمبراطور في عام الأباطرة الخمسة المضطرب.

## النشأة وصعوده للسلطة (161-180)

### النشأة
ولد كومودوس في 31 أغسطس 161 ميلادي في لانوفيوم بالقرب من روما. كان نجل الإمبراطور الحاكم ماركوس أوريليوس، والنسيب الأول لأوريليوس، فوستينا الصغرى، الابنة الصغرى للإمبراطور أنطونينوس بيوس، الذي توفي قبل بضعة أشهر فقط. كان لدى كومودوس أشقاء توأم يكبرانه بالعمر، تيتوس أوريليوس وفولفوس أنتونيس الذي توفي عام 165. في 12 أكتوبر 166، عُين كومودوس قيصرًا مع شقيقه الأصغر، ماركوس أنيوس فيروس. توفي الأخير في 169 بعد أن فشل في التعافي من عملية جراحية، والتي تركت كومودوس باعتباره ابن ماركوس أوريليوس الوحيد الباقي على قيد الحياة.
تلقى كومودوس الرعاية من قبل طبيب والده، جالينوس، الذي عالج العديد من أمراضه الشائعة. تلقى كومودوس دروسًا خاصة مكثفة من قبل عدد كبير من المعلمين مع التركيز على التعليم الفكري. من بين أساتذته ذُكر اونيسكريتس، وأنتيستيوس كابيل، وتيتوس أيوس سانتوس، وبيتولاوس.
من المعروف أن كومودوس كان في كارنوتوم، المقر الرئيسي لماركوس أوريليوس خلال الحروب الماركومانية، في 172. ومن المفترض أنه في 15 أكتوبر 172، حصل على لقب النصر جيرمانيكس، في حضور الجيش.  يشير اللقب إلى أن كومودوس كان حاضرًا في انتصار والده على الماركومانيون. في 20 يناير 175، دخل كومودوس كلية الأحبار، وهي نقطة البداية لمهنته في الحياة العامة.
في أبريل 175، أعلن أفيديوس كاسيوس، حاكم سوريا، نفسه إمبراطورًا بعد شائعات عن وفاة ماركوس أوريليوس. بعد أن قُبل كإمبراطور من قبل سوريا، وفلسطين، ومصر، واصل كاسيوس تمرده حتى بعد أن أصبح من الواضح أن ماركوس لا يزال على قيد الحياة. أثناء الاستعدادات للحملة ضد كاسيوس، ارتدى كومودوس رداء توجة فيريليس على جبهة الدانوب في 7 يوليو 175، وبالتالي دخل رسميًا مرحلة البلوغ. ومع ذلك، قُتل كاسيوس على يد واحد من السينتوريون قبل أن تبدأ الحملة ضده.
بعد ذلك رافق كومودوس والده في رحلة طويلة إلى المقاطعات الشرقية، حيث زار أنطاكية. ثم سافر الإمبراطور وابنه إلى أثينا، حيث شرعوا في القيام بطقوس أسرار إليوسيس. ثم عادوا إلى روما في خريف عام 176.

## مواضيع مرتبطة
- الأمبراطورية الرومانية
- قائمة الأباطرة الرومان